# Rutilio Grande García
Rutilio Grande García (ur. 5 lipca 1928 w Villa de El Paisnal, zm. 12 marca 1977 w Aguilares) – salwadorski zakonnik, jezuita, męczennik, błogosławiony Kościoła katolickiego.  

## Życiorys
Urodził się 5 lipca 1928 w Villa de El Paisnal (Salwador) jako najmłodsze z siedmiorga dzieci w rodzinie miejscowego burmistrza i przedsiębiorcy. Gdy miał cztery lata zmarła jego matka i jego wychowaniem zajęła się jego babka (matka jego matki), której dzięki niej zyskał wiarę i powołanie do kapłaństwa. W 1941 wstąpił do seminarium diecezjalnego, ale cztery lata później poprosił o przyjęcie do Towarzystwa Jezusowego. Nowicjat odbył w Caracas (Wenezuela), a śluby zakonne złożył 24 września 1947. Po studiach w Ekwadorze, gdzie w 1950 uzyskał tytuł licencjata, został wysłany na rok do Panamy jako nauczyciel. 30 lipca 1959 przyjął święcenia kapłańskie. W 1953 został wysłany do Hiszpanii, gdzie kontynuował studia filozoficzne i teologiczne w Oña.
W latach 1962–1964 studiował w Instytucie Lumen Vitae w Brukseli. Po powrocie do ojczyzny został mianowany prefektem i wykładowcą teologii pastoralnej w seminarium w San José de la Montaña, z którego to zadania wywiązywał się w sposób skuteczny i twórczy. Promował wysyłanie seminarzystów do parafii w celu apostolstwa wśród ludu, co było jego osobistym doświadczeniem. W 1972 został mianowany proboszczem parafii Aguilares. Tutaj Rutillo całkowicie poświęcił się powierzonym mu duszom, ze szczególnym uwzględnieniem ubogich i zepchniętych na margines, nie wahając się potępić represji stosowanych wobec nich przez wojsko i rządzącą oligarchię. Dzięki swoim inicjatywom, zgodnym z założeniami Soboru Watykańskiego II i II Konferencji Episkopatu Ameryki Łacińskiej w Medellín (1968), zachęcał wiernych do aktywnego uczestnictwa w życiu parafialnym, zwłaszcza z cursillos, w dziedzinie celebracji liturgicznych i promocji społecznej. 13 lutego 1977 w Apopa Rutilio Grande García wygłosił homilię, w której publicznie bronił o. Mario Bernala, S.I., który właśnie został wydalony z kraju za swoje zaangażowanie społeczne. To jeszcze bardziej pogorszyło jego i tak już niepewną sytuację w stosunku do reżimu.
12 marca 1977 udał się do San José (El Paisnal), aby przewodniczyć celebracji eucharystycznej w ramach nowenny przygotowującej do patronalnego święta św Józefa. W drodze powrotnej do Aguilares towarzyszyli mu w samochodzie katechista, Manuel Solórzano, młody Nelson Rutilio Lemus i troje dzieci. W połowie drogi ich samochód został ostrzelany z karabinu maszynowego przez uzbrojonych mężczyzn, a trzej słudzy Boży zginęli na miejscu. Dzieci zostały uratowane. Abp Oscar Arnulfo Romero, ówczesny arcybiskup San Salvador, zamordowany podczas eucharystii trzy lata później a obecnie święty męczennik Kościoła katolickiego z którym był bardzo zaprzyjaźniony, był głęboko poruszony zabójstwem salwadorskiego męczennika i osobiście przewodniczył mszy św. pogrzebowej w kościele katedralnym w San Salvador.

## Beatyfikacja
W marcu 2015 rozpoczął się jego proces beatyfikacyjny, o którym ogłosił arcybiskup San Salvadoru José Luis Escobar Alas. 21 lutego 2020 papież Franciszek podpisał dekret uznający jego męczęństwo. 22 stycznia 2022 podczas uroczystej mszy w stolicy Salwadoru, Rutilio Grande García wraz z trzema innymi męczennikami został beatyfikowany i ogłoszony błogosławionym Kościoła katolickiego.
Jego wspomnienie liturgiczne obchodzone jest 12 marca.